# Delaine Le Bas
Delaine Le Bas (Worthing, 17 de julio de 1965) es una artista británica de origen romaní.

## Trayectoria
Le Bas declaró al Travellers' Times que le gustaba ir a la escuela, aunque resultó complicado al ser la única de sus cinco hermanos que terminó la educación. Posteriormente, se planteó ir a la Escuela de Arte. Hasta que empezó el colegio, declaró que había estado protegida de lo racista que pueden ser las personas con los gitanos nómadas.
Ha mostrado su arte ampliamente tanto en el Reino Unido como en otros países, como el International Festival of Singular Art, en Roquevaire, Francia; el American Visionary Art Museum en Baltimore, Estados Unidos, la Transition Gallery y las Bienales de Praga de 2005 y 2007. En junio de 2007, su obra fue incluida en el primer Pabellón Romaní de la Bienal de Venecia de 2007. Posteriormente, en septiembre de 2012, participó en ROUNDTABLE: The 9th Gwangju Biennale, que tuvo lugar en Gwangju, Corea.
Le Bas ha realizado varias exposiciones individuales, como "Room" en la Transition Gallery en Londres; "The House of the JuJu Queen" en la Galerie Giti Nourbaksch en Berlín, y en la Galleria Sonia Rosso en Turín.

## Estilo
Su obra ha sido calificada como "de urraca", con intrincados bordados e instalaciones formadas por diversos objetos y adornos. Su trabajo se mueve expansivamente desde una serie única de salidas temáticas que incluyen nacionalidad, raza, género y relaciones. Estos temas se exploran a través de medios libremente combinados. El bordado, la pintura y el decoupage/"femmage" interactúan con la escultura y las instalaciones que reflejan la claustrofobia doméstica, la naturaleza transitoria de la materialidad moderna y las tensiones que caracterizan la propia experiencia de Le Bas como gitana. 
El límite entre los objetos embellecidos y los elementos recuperados que se vuelven a depositar dentro de la instalación se pone a prueba y se difumina deliberadamente. Tapices adornados con costuras y las pinceladas de la propia artista se enfrentan a objetos con una historia menos clara.

En la publicidad del Primer Pabellón Romaní en la Bienal de Venecia en 2007, se citó a Le Bas diciendo:
"Como romaní, mi punto de vista siempre ha sido el del forastero y esta posición del 'otro' se refleja en los materiales y mensajes dentro mi trabajo. Vivimos en una cultura de valores mixtos y mensajes confusos. Mis obras están hechas a partir de los objetos descartados y dispares de la venta de maleteros de automóviles y la tienda benéfica".
Para una instalación en 2014, Le Bas recreó los 'complejos de contención' utilizados por las autoridades británicas para controlar a las familias gitanas a principios del siglo XX.
En 2017, declaró a The Guardian que “la mayoría del arte gitano se almacena, acumulando polvo en los sótanos de los museos... La mayoría de los artistas son ignorados por completo o, como gitanos, son visibles solo de una manera muy negativa”.
Le Bas y su esposo, Damian Le Bas, han sido identificados con el conocido como arte marginal, artistas no convencionales que trabajan fuera de los límites del establishment del arte.

## Publicaciones
- 2021 - Wagtail: The Roma Women's Poetry Anthology Archivado el 3 de abril de 2022 en Wayback Machine. Jo Clement. Butcher's Dog Publishing, Newcastle, Reino Unido.[8]